# Benny Schnier
Benny Schnier, de son vrai nom Hans Jürgen Schnier, né le 28 avril 1957 à Rahden/Westphalie, est un chanteur de schlager, un acteur et un animateur allemand, célèbre dans les années 1970.

## Filmographie
- 1978 : Popcorn und Himbeereis, Regie Franz Josef Gottlieb
- 1995 : Tatort (série télévisée) : Die Kampagne, Regie Thomas Bohn
- 1996 : Tatort (série télévisée) : Die Aktion, Regie Thomas Bohn
- 1999 : Kein Mann für eine Nacht, Regie Thomas Bohn
- 1999 : Stahlnetz, Regie Thomas Bohn
- 1999 : Straight Shooter, Regie Thomas Bohn
- 2000 : Soko brigade des stups (SOKO 5113) (série télévisée) : Menschenkenntnis, Regie Zbynek Cerven
- 2001 : Tatort (série télévisée) : Der Präsident, Regie : Thomas Bohn
- 2004 : Tatort (série télévisée) : Todes-Bande

## Succès
- Du bist sechzehn 1974
- Heiße Räder lassen grüßen 1975
- Amigo Charly Brown 1976
- Was geht da vor hinter Billy's Scheunentor 1976
- Skateboard (Uh-ah-ah) 1977
- Oh Mary Mary 1977
- Zufrieden mit mir 1978
- Bin wieder frei 1978
- Wenn Deine Süße einmal sauer ist 1979
- Montag ist Schontag 1980
- Oh Julie 1982
- Wenn das Liebe ist 2004
- Der gold'ne Stern von Bethlehem 2005
- Die HIts von gestern und auch heut' 2006